# Koenix
Koenix är en schweizisk grupp som spelar folkmusik och medeltidsmusik.  
Bandet har spelat på medeltidsfestivaler runt om i Europa och på medeltidsveckan på Gotland flera gånger. 

## Medlemmar
- Michael Hugi – säckpipa, uilleann-pipes, vevlira
- Jonas Martin Schneider – davul, säckpipa, rauschpfeife, tin whistle, hackbräda, sång
- Marco Piccapietra – bouzouki, sitar, cajon, davul
- Thomas Roth – slagverk, basgitarr, sång
- Fabian Kremser – säckpipa, gitarr, sång

## Diskografi
Album
- 2010 – Us em Gjätt
- 2012 – Vo de Gipfle
- 2014 – Im Fluss
- 2017 – Dürs Füür
- 2018 - Detade 1
- 2022 - EILAND